# خیط عماره
خیط العماره، روستایی از توابع بخش مرکزی شهرستان امیدیه در استان خوزستان ایران است.

## جمعیت
این روستا در پنج کیلومتری امیدیه قرار دارد. بر اساس سرشماری عمومی نفوس و مسکن (۱۳۸۵)، جمعیت آن ۵۲۸ نفر (۸۸ خانوار) بوده‌است.